# Martin Luther (film, 1953)
Pour les articles homonymes, voir Martin Luther (homonymie).
Pour plus de détails, voir Fiche technique et Distribution.
Martin Luther est un film germano-américain réalisé par Irving Pichel et sorti en 1953.

## Synopsis
Biographie du prêtre allemand Martin Luther couvrant sa vie de 1505 à 1530.

## Fiche technique
- Titre français : Martin Luther
- Réalisation : Irving Pichel
- Scénario : Allan Sloane, Lothar Wolff, Theodore G. Tappert et Jaroslav Pelikan
- Photographie : Joseph C. Brun
- Musique : Mark Lothar
- Pays d'origine :  États-Unis |  Allemagne de l'Ouest
- Format : Noir et blanc - 1,37:1 - Mono
- Genre : Film dramatique, Film biographique, Film historique
- Durée : 105 minutes
- Date de sortie : 1953

## Distribution
- Niall MacGinnis : Martin Luther

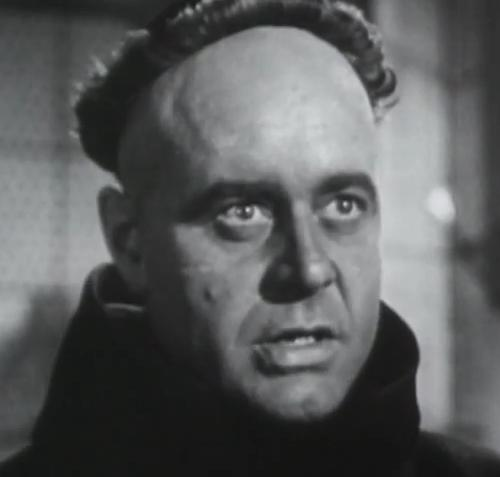
Niall MacGinnis dans le rôle de Martin Luther.

- John Ruddock : Johann von Staupitz
- Pierre Lefevre : Georg Spalatin
- Guy Verney : Philippe Mélanchthon
- Alastair Hunter : Andreas Bodenstein
- David Horne : Frédéric III de Saxe
- Philip Leaver : Pape Léon X
- Annette Carell : Katharina von Bora
- Irving Pichel : Brueck
- Ronald Adam
- Hans Lefebre : Charles Quint